# Xanthophyllum adenotus
Xanthophyllum adenotus là một loài thực vật có hoa trong họ Polygalaceae. Loài này được Miq. miêu tả khoa học đầu tiên năm 1861.